# پرچم‌های آفریقا
پرچم‌های آفریقا در فهرست زیر آورده شده‌است.

## فهرست پرچم‌های فراملی و بین‌المللی

پرچم اتحادیه آفریقا
پرچم جامعه کشورهای شرق آفریقاپرچم جامعه کشورهای شرق آفریقا
پرچم اتحادیه عرب
پرچم اوپک
پرچم پان‌آفریقایی (استفادهٔ رسمی ندارد)

## آفریقای شرقی

پرچم قلمروی اقیانوس هند بریتانیا (پادشاهی متحده)
پرچم بوروندی
پرچم کومور
پرچم جیبوتی
پرچم اریتره
پرچم اتیوپی
پرچم کنیا همچنین ببینید: فهرست پرچم‌های کنیا
پرچم ماداگاسکار
پرچم مالاوی
پرچم موریس
پرچم غیر رسمی مایوت (فرانسه)
پرچم موزامبیک
پرچم رواندا
پرچم سیشل
پرچم سومالی
پرچم تانزانیا
پرچم اوگاندا
پرچم زامبیا
پرچم زنگبار (تانزانیا)
پرچم زیمبابوه
همچنین ببینید: پرچم‌های رودزیا ۱۸۹۶-۱۹۷۹

## آفریقای مرکزی

پرچم آنگولا
پرچم کامرون
پرچم جمهوری آفریقای مرکزی
پرچم چاد
پرچم جمهوری دموکراتیک کنگو
پرچم جمهوری کنگو
پرچم گینه استوایی
پرچم گابن
پرچم سائوتومه و پرینسیپ

## آفریقای شمالی

پرچم الجزایر
پرچم جزایر قناری (اسپانیا)
پرچم سبته (اسپانیا)
پرچم مصر
پرچم لیبی
پرچم ملیلیه (اسپانیا)
پرچم مراکش همچنین بینید: فهرست پرچم‌های مراکش
پرچم سودان جنوبی
پرچم سودان
پرچم تونس

## آفریقای جنوبی

پرچم بوتسوانا
پرچم لسوتو
پرچم نامیبیا
پرچم آفریقای جنوبی همچنین ببینید: فهرست پرچم‌های آفریقای جنوبی
پرچم سوازیلند

## آفریقای غربی

پرچم بنین
پرچم بورکینا فاسو
پرچم کیپ ورد
پرچم گامبیا
پرچم غنا
پرچم گینه
پرچم گینه بیسائو
پرچم لیبریا
پرچم مالی
پرچم موریتانی
پرچم نیجر
پرچم نیجریه
پرچم سنت هلنا (پادشاهی متحده)
پرچم سنگال
پرچم سیرا لئون
پرچم توگو
پرچم تریستان (پادشاهی متحده)

## جمهوری‌های پیشین

پرچم بیافرا
پرچم جمهوری بنین
پرچم جمهوری ریف
پرچم کاتانگا